# Ilha do Mel
L'Ilha do Mel est une île brésilienne située à l'embouchure de la baie de Paranagua dans l'État du Parana. 
C'est un lieu touristique de grande importance dans l'État du Parana. De nombreuses personnes pensent que l'île possède les plus belles plages de l'état. L'île, faisant partie de la municipalité de Paranagua, est administrée par le IAP (Institut Ambiental do Parana soit l'institut environnemental du Parana). Il n'est pas permis d'amener des animaux et il n'y a pas de voiture. Une zone importante est interdite aux visiteurs. Les 4 points touristiques principaux sont : au nord, le fort Nossa Senhora dos Prazeres, au centre Nova Brasilia et le Phare des conques (Farol das Conchas) et au sud les Enchantées (Encantadas).

## Données géographiques
L'île se trouve dans l'océan Atlantique Sud à 4 km de Pontal do Sul. Son périmètre est de (35 km. Sur un total de 2 762 ha, elle compte 2 585 ha de zones protégées, dont 2 240 ha pour lesquels l'accès nécessite une autorisation spéciale afin de préserver l'environnement et 345 ha qui sont accessibles grâce à des chemins de randonnée. La zone habitée couvre 120 ha.
Il y a 100 000 ans, le niveau de la mer était approximativement 120 m au-dessus du niveau actuel. Les collines de l'île formaient un archipel. Depuis, l'océan est descendu et remonté plusieurs fois. Cette succession d’événements géologiques a formé l'île faite de terrasse, de cordons littoraux et de dunes. Le sable marron qui s'y observe est vieux de 5 000 ans et sa coloration vient de la présence de matière organique. Le point le plus haut est le Morro do Miguel (Morro Bento Alves), avec ses 151 m.
Le climat est entre le tropical et le subtropical, super-humide, sans saison sèche.
- Température moyenne mensuelle : maximum 31 °C, minimum 13 °C
- Température moyenne de l'eau : en été 21 °C, en hiver 17 °C
- Jours ensoleillés/an : maximum 166, minimum 133
- Précipitations annuelles : maximum 3 250 mm, minimum 1 750 mm

## Histoire
- 1975 : classé patrimoine historique
- 1982 : administration par le IAP
- 1985 : eau courante
- 1988 : implantation de générateurs électriques au diesel, mise en place de câble reliant au continent et création de la station écologique

L'île compte aujourd'hui 5 villages : Fortaleza, Nova Brasília ou Brasília, Farol, Praia Grande e Encantadas.
Il n'y a ni rues ni routes, seulement des chemins.

## Origine du nom
Sur une carte publiée dans le “Livro de Toda a Costa da Província Santa Cruz” de l'auteur João Teixeira Albbernas (l666), conservée à la cartothèque du ministères des affaires étrangères, est présente l'île qui porte déjà le nom d'Ilha do Mel. Une autre carte, de Antônio Vieira dos Santos, publié en 1850, utilise cette dénomination. Le siècle dernier, l'île est connue aussi comme l'Ilha da Baleia (île de la baleine), peut-être en raison de sa forme.
Plusieurs hypothèses (folkloriques) sont avancées pour expliquer le nom :
- L'utilisation de la mélasse (mel engenho en portugais soit miel manufacturé) extraite des cannes à sucre cultivées sur l'île ;
- L'existence d'une famille d'origine allemande qui habitait près du fort et qui produisait de la farine de manioc. Or farine en allemand s'écrit 'mehl';
- La couleur de l'eau vue de la colline du phare ;
- La forme de l'île qui rappelle du miel sortant d'un récipient (sud), dégoulinant (isthme) et se répandant (nord);
- La lune de miel que les esclaves passaient afin de permettre leur reproduction lors du XIXe siècle;
- Avant la seconde guerre mondiale, l'île était connue comme l'île de l'amiral Mehl qui s'adonnait à l'apiculture;
- L'eau douce de l'île contient du mercure qui en contact avec les eaux salées prend une couleur jaune;
- Les indiens Carijós qui vivaient dans la région appréciaient le miel d'abeille, donc l'apiculture y est ancienne.

## La traversée
Elle se fait vers l'île à partir de Pontal do Sul (30 min) ou de Paranagua (1 h 45 min). Il existe des lignes régulières quotidiennes de 8 à 17 h soit toutes les heures en basse saison ou toutes les 30 min en haute saison.  
Il y a deux destinations soit Encantadas soit Nova Brasília (qui permet de rejoindre Farol e Fortaleza). 
Une ligne régulière existe entre Encantadas et Nova Brasília. Le bateau part dès qu'il y a plus six passagers dans le bateau.

## Attractions touristiques

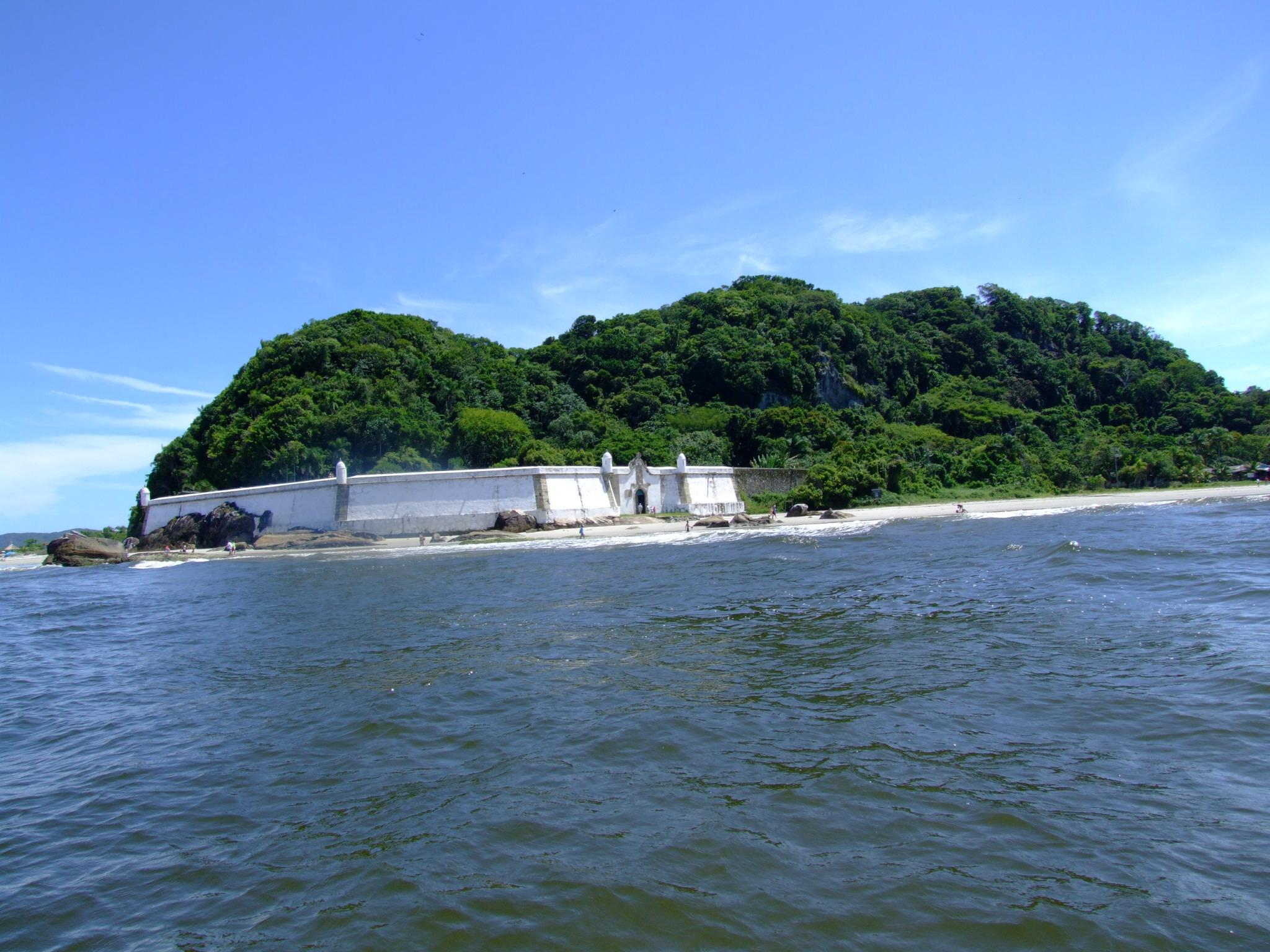
Fort de Notre Dame des Plaisirs

- Le phare des Conques (Farol das Conchas), demandé en 1870 par le baron de Cotegipe, durant le règne de l'empereur Dom Pedro II, est fait en acier, a une hauteur de 18 m et vient de Glasgow, en Écosse. Il oriente les navigateurs depuis le 1er avril 1872. Du haut de la colline des conques (Morro das Conchas), il est possible de voir quasiment tous les points de l'île. Un escalier d'environ 140 marches permet d'atteindre le sommet.
- Le fort de Notre Dame des Plaisirs (Fortaleza de Nossa Senhora dos Prazeres), unique monument militaire du XVIIIe siècle existant au Paraná, installé dans les contreforts de la colline de la baleine (Morro da Baleia), avec des murs de 1,50 m d'épaisseur. Le fort a été terminé le 23 avril 1769. En haut de la colline, collés au fort, il y a des canons et des tranchées. Ce lieu s'appelle d'ailleurs le chemin des canons (Labirinto dos Canhões). La vue y est imprenable.
- La grotte des enchantées (Gruta das Encantadas) est dans la partie sud et c'est un des patrimoines naturels des plus importants. Au centre de la grotte, il y a un dyke de basalte au sein de la migmatite, marque de l'ancienne séparation du continent africain et sud-américain. Pour faciliter l'accès, une passerelle en bois menant à l'entrée de la grotte a été construite.
- L'isthme (Istmo ou Passa-Passa), localisé à Nova Brasília, est la partie la plus étroite de l'île. Il est changeant en raison des courants marins. Depuis 1995, l'eau ne passe plus que très rarement d'un côté à l'autre de l'isthme durant les grandes marées. La largeur atteint aujourd'hui 30 m.